# Georg von Griechenland

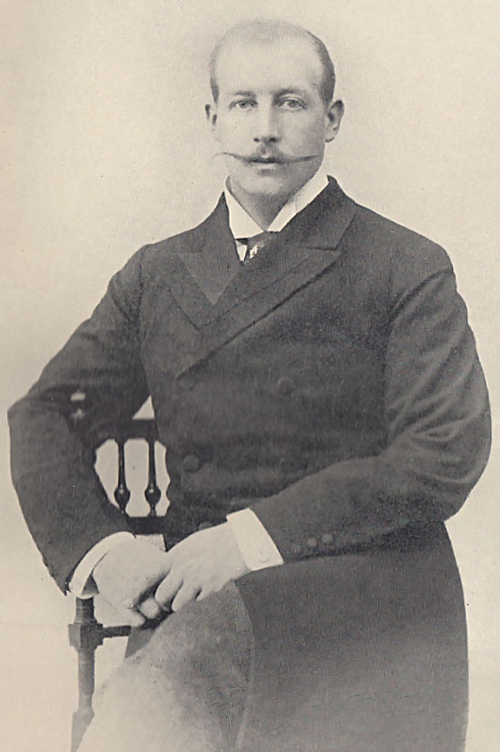
Georg von Griechenland (1902)

Persönliches Wappen Georgs

Georg, Prinz von Griechenland und Dänemark - neugriechisch Γεώργιος της Ελλάδας Geórgios tis Elládas - (* 12. Junijul. / 24. Juni 1869greg. in Schloss Mon Repos auf Korfu, Königreich Griechenland; † 25. November 1957 in Saint-Cloud, Département Hauts-de-Seine, Frankreich) aus dem Haus Schleswig-Holstein-Sonderburg-Glücksburg war ein Mitglied der griechischen Königsfamilie.
Zwischen 1898 und 1906 amtierte er als Hochkommissar des Kretischen Staates.

## Leben
Prinz Georg wurde am 24. Juni 1869 im Schloss Mon Repos auf der Insel Korfu geboren. Er war der zweitgeborene Sohn des griechischen Königs Georg I. und dessen Gemahlin, der russischen Großfürstin Olga Konstantinowna Romanowa. Als Enkel des dänischen Königs Christian IX. („Schwiegervater Europas“) und als Urenkel des russischen Zaren Nikolaus I. bestanden sowohl zum dänischen Herrscherhaus, als auch zum russischen Herrscherhaus Romanow-Holstein-Gottorp enge familiäre Bindungen.
1883 begann Georg eine Ausbildung zum Marineoffizier an der dänischen Marineakademie und lebte fortan am Hof seines Onkels Prinz Waldemar auf Schloss Bernstorff nahe Kopenhagen. Zum Abschluss seiner Ausbildung begleitete er 1890/91 seinen Cousin, den russischen Thronfolger Nikolaus, an Bord der Panzerfregatte Pamjat Asowa auf einer mehrmonatigen Ostasienreise. Im Rahmen dieser Reise vereitelte Georg am 11. Mai 1891 in Japan einen Attentatsversuch auf Nikolaus (Ōtsu-Zwischenfall).
An der Seite seiner Brüder Konstantin und Nikolaus wirkte Georg an der Ausrichtung der Olympischen Sommerspiele von 1896 in Athen mit. Aufgrund seiner Erfahrungen als Marineoffizier wurde Georg Mitglied des Olympischen Komitees und Vorsitzender des Unterausschusses für Nautische Sportarten.
Nach Ausbruch des Türkisch-Griechischen Krieges im Februar 1897 befehligte Georg ein Landeunternehmen griechischer Truppen auf der Insel Kreta. Trotz des militärischen Sieges des Osmanischen Reiches erhielt Kreta auf Druck der europäischen Großmächte weitgehende Autonomie und wurde zu einem internationalen Protektorat erklärt. Auf gemeinsamen Beschluss der Großmächte wurde Georg am 9. Dezember 1898 zum Hochkommissar des Kretischen Staates ernannt. Im Streit um die zukünftige Zugehörigkeit Kretas zum Königreich Griechenland kam es zu anhaltenden Auseinandersetzungen mit der politischen Opposition um Eleftherios Venizelos, woraufhin Georg am 12. September 1906 sein Entlassungsgesuch als Hochkommissar einreichte.
Aufgrund anhaltender wirtschaftlicher Probleme (Staatsbankrott von 1893) und der Niederlage im Türkisch-Griechischen Krieg von 1897 wurden die königlichen Prinzen 1909 auf Druck revolutionärer Offiziere aus ihren militärischen Führungspositionen entfernt (Aufstand von Goudi). Georg lebte fortan mit seiner Ehefrau in Paris. Erst nach Ausbruch des Ersten Balkankrieges im Oktober 1912 kehrte Georg nach Griechenland zurück und diente seinem Vater im Rang eines Admirals als Flügeladjutant. Nach dessen Ermordung am 18. März 1913 bestieg Georgs älterer Bruder Konstantin I. den Thron.
Bei Ausbruch des Ersten Weltkriegs lebte Georg wieder in Paris und fungierte aufgrund seiner diplomatischen Kontakte als inoffizieller griechischer Botschafter. In den 1920er Jahren, während des republikanischen Intermezzos, gewährte Georg aufgrund der finanziellen Mittel seiner Ehefrau geflohenen Mitgliedern der griechischen Königsfamilie Zuflucht. Beispielsweise lebte sein Neffe Prinz Philip, der spätere britische Herzog von Edinburgh mit seinen Eltern zeitweise im Haushalt seines Onkels.
Als Folge der Besetzung Frankreichs durch die deutsche Wehrmacht kehrte Georg im Februar 1941 nach Griechenland zurück, musste allerdings nach dem deutschen Einmarsch in Griechenland fliehen und kam über Kreta und Ägypten nach Südafrika, das ihm im Juli 1941 Aufnahme gewährte. Erst im November 1944 kehrte Georg nach Europa zurück, zunächst nach London und Anfang 1945 nach Paris. Für seinen Neffen, König Paul von Griechenland, nahm Georg offizielle Termine wahr und bereiste trotz des Bürgerkriegs sein Heimatland.
Prinz Georg starb am 25. November 1957 in Saint-Cloud nahe Paris. Wunschgemäß wurden seine sterblichen Überreste nach Griechenland überstellt und am 4. Dezember auf dem Königlichen Friedhof von Tatoi beigesetzt.

## Ehe und Nachkommen
Am 21. November 1907 heiratete Georg in Paris Marie Bonaparte, Tochter von Roland Bonaparte, Fürst von Canino und Musignano, und Marie-Félix Blanc. Am 12. Dezember folgte in Athen eine orthodoxe Zeremonie. Aus der Ehe gingen zwei Nachkommen hervor:
- Prinz Petros (1908–1980) ⚭ Irina Alexandrowna Owtschinnikowa (keine Kinder)
- Prinzessin Evgenia (1910–1989) ⚭ Dominik Prinz Radziwiłł (1. Ehe); ⚭ Don Raymund Principe della Torre e Tasso, 2. Duca di Castel Duino (2. Ehe). Diese Ehe wurde am 27. Februar 1946 geschieden und am 18. Dezember 1952 kirchlich annulliert.